# Jay Clarke
Jay Clarke (ur. 27 lipca 1998 w Derby) – brytyjski tenisista.

## Kariera tenisowa
Podczas swojej kariery zwyciężył w trzech singlowych turniejach rangi ATP Challenger Tour.
W 2017 roku startując w parze z Marcusem Willisem dotarł do trzeciej rundy wielkoszlemowego Wimbledonu, pokonując rundę wcześniej obrońców tytułu duet Pierre-Hugues Herbert-Nicolas Mahut.
W 2018 roku wraz z Harriet Dart awansował do półfinału Wimbledonu w grze mieszanej. Brytyjska para przegrała z Jamiem Murrayem oraz Wiktorią Azarenką.
W 2019 roku podczas Wimbledonu zadebiutował w turnieju głównym Wielkiego Szlema w grze pojedynczej. Po pokonaniu Noah Rubin dotarł do drugiej rundy, w której przegrał z Rogerem Federerem.
W rankingu gry pojedynczej najwyżej był na 153. miejscu (22 lipca 2019), a w klasyfikacji gry podwójnej na 221. pozycji (16 kwietnia 2018).

### Zwycięstwa w turniejach ATP Challenger Tour w grze pojedynczej
| Końcowy wynik | Nr | Data             | Turniej    | Nawierzchnia | Przeciwnik               | Wynik finału        |
| ------------- | -- | ---------------- | ---------- | ------------ | ------------------------ | ------------------- |
| Zwycięzca     | 1. | 29 lipca 2018    | Binghamton | Twarda       | Jordan Thompson          | 6:7(6), 7:6(5), 6:4 |
| Zwycięzca     | 2. | 21 kwietnia 2019 | Anning     | Ceglana      | Prajnesh Gunneswaran     | 6:4, 6:3            |
| Zwycięzca     | 3. | 1 maja 2022      | Cuernavaca | Twarda       | Adrián Menéndez-Maceiras | 6:1, 4:6, 7:6(5)    |